# Przelot pospolity

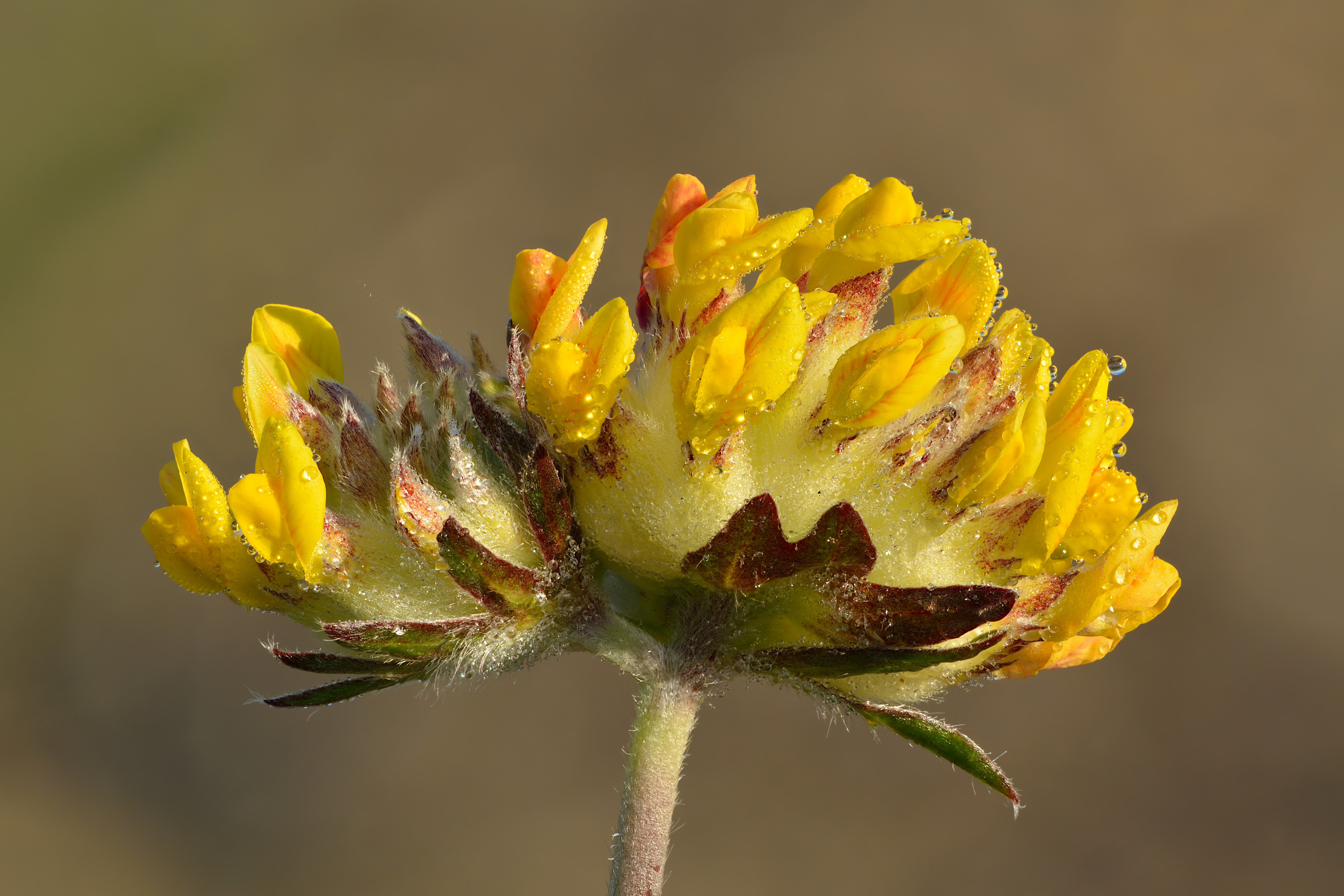
Kwiatostan

Przelot pospolity, przelot uprawny (Anthyllis vulneraria L.) – gatunek rośliny z rodziny bobowatych. Rodzimy obszar jego występowania to cała Europa, południowo-zachodnia Azja, Afryka Północna. Jako introdukowany rośnie w Ameryce Północnej i zachodniej Syberii. W Polsce gatunek szeroko rozpowszechniony, choć nierównomiernie – lokalnie bywa rzadki lub go brak.

## Morfologia
ŁodygaOwłosiona, leżąca i podnosząca się. Pęd zwykle tylko u nasady rozgałęziony, o wysokości 10–60 cm.
KorzeńWrzecionowaty, silny.
LiścieLiście odziomkowe zwykle niepodzielone i wówczas owalnie wydłużone lub złożone, o 1-4 parach listków bocznych i znacznie większym, wydłużonym listku szczytowym. Listki podłużnie jajowate, całobrzegie, zaostrzone. Liście łodygowe są pierzasto złożone z 3-6 par listków bocznych i większy listek szczytowy. U nasady liści czasem obecne małe przylistki.
KwiatostanKwiaty zebrane są na szczytach pędów po 5–8 w główki objęte dwoma dłoniasto wrębnymi podsadkami.
KwiatyMotylkowe o dużym, rozdętym i owłosionym kielichu o długości ok. 1,2 cm. Kielich jest żółtawy lub białawy, czasem brudnopurpurowy. Włoski na kielichu długie do 11 mm, skośnie odstające. Korona kwiatu żółta do 1,5 cm długości. Dziesięć pręcików, zrośniętych nitkami w rurkę obejmującą słupek.
OwoceDrobny jednonasienny strąk, prawie kulisty. Nasiona wydłużone, jajowate, dwubarwne (jedna połowa zielona, druga jasnożółta).

## Biologia i ekologia
Bylina, czasem roślina dwuletnia. hemikryptofit. Występuje na niżu, na suchych łąkach, pastwiskach i w murawach. Preferuje gleby zasobne w węglan wapnia, luźne, stąd rośnie na glebach piaszczysto-gliniastych i kamienisto-gliniastych. W klasyfikacji zbiorowisk roślinnych gatunek charakterystyczny dla Ass. Anthyllido-Trifolietum montani (regionalnie). Kwitnie w okresie maj-sierpień, nierzadko przedłuża kwitnienie do października.
Jest rośliną żywicielską larw motyli modraszka dorylasa i modraszka malczyka.
Ziele zawiera z substancji czynnych saponiny, flawonoidy, taniny, śluz roślinny.

## Zmienność
Gatunek zmienny morfologicznie, występuje w kilku podgatunkach:
- Anthyllis vulneraria L. subsp. vulneraria – podgatunek typowy.
- Anthyllis vulneraria L. subsp. carpatica (Pant.) Nyman – występuje w Europie środkowej od Wysp Brytyjskich i Francji na zachodzie po Polskę na wschodzie i od Danii na północy, po Włochy na południu. Podgatunek uprawiany w całej Europie.
- Anthyllis vulneraria L. subsp. maritima (Schweigg.) Corb. (syn. Anthyllis maritima Schweigg.) – występuje na wybrzeżu Morza bałtyckiego w pasie od Estonii i Szwecji, po Niemcy i Danię,
- Anthyllis vulneraria L. subsp. polyphylla (DC.) Nyman – występuje w Europie wschodniej i południowo-wschodniej od Estonii, Łotwy, Litwy i Białorusi na północy po Turcję i region Kaukazu na południu.

## Zastosowanie
- Roślina lecznicza. Kwiaty (Flos Anthyllidis) używane były dawniej jako lek ściągający i przeczyszczający. Napar stosowany u dzieci działał pobudzająco na przemianę materii i przeciwwymiotnie. Świeże ziele stosowano jako środek gojący rany do okładów i zmywań. Surowiec jest rzadko stosowany per se, zwykle jako składnik mieszanek ziołowych i preparatów[11].
- Przelot zwyczajny jest wartościową rośliną pastewną i łąkową zawierająca w sianie 12% białka i 3% tłuszczu.